# Új utca (Brassó)
Az Új utca (románul: Strada Cerbului, németül: Neugasse) Brassó belvárosának délnyugati részén helyezkedik el. A Hirscher utcától a délnyugati várfalig fut, hosszúsága 250 méter. Itt van a turistalátványosságnak számító Zsinór utca déli kijárata.

## Elnevezése
1480-ban Sent Lassels gasz néven említik, mely az itt elhelyezkedő Szent László-kápolnára utalt. 1484-ben new gas, 1887-ben Neugasse (Új utca). Nevezték Felső-új utcának is (Oberste Newe gasz, 1641), hogy megkülönböztessék a városerőd többi, kezdetben szintén Neugasse nevet viselő utcájától. Román elnevezése kezdetben Ulița nouă (Új utca), 1926–1945 között Tache Ionescu, 1945–1966 között Pavel Tcacenco, 1966 óta Strada Cerbului.

## Története
A városerődnek ez a részét építették be a legkorábban. 1380 körül egy Szent Lászlónak szentelt kápolna állt az utca környékén. Maga az utca azonban – mint neve is mutatja – csak később, a 15. században alakult ki. Kezdetben ezen a helyen egy sikátor volt, melyre a párhuzamos Vár utca és Szentlélek utca telkeinek hátsó bejáratai nyíltak. Ezen telkek megrövidítése és az üres terület újraparcellázása következtében jött létre az Új utca (hasonló módon alakult ki például a Kórház utca vagy a Michael Weiss utca is).
Megjegyzendő, hogy Giovanni Morando Visconti 1699-es térképén az Új utca még nincs bejelölve, így egyesek feltételezték, hogy csak a 18. században alakult ki, azonban ez helytelen következtetés: Visconti térképe számos pontatlanságot tartalmaz, és az utca már jóval a 18. század előtt is létezett.
Az utca a vár Quartale Corporis Christi fertályához tartozott, főként takácsok lakták. Legrégebbről fennmaradt épülete az 1713-ból származó, 34. szám alatt álló ikonos ház (Casa cu icoană). 1728-ban egy sörözőt említenek az utcában.
A várfalon kívül egy tó volt; a belőle eredő patak az Új utcában folyt, majd tovább a Felsővilla (ma str. Alecu Russo) és a Fekete utca (ma str. Nicolae Bălcescu) mentén. Akárcsak a Fekete utcáé, az Új utca csatornája is a 19. század végéig fedetlenül állt, mivel az itt lakó szövőmesterek itt mosták a gyapjút.

## Leírása
Főleg egyemeletes lakóházakból áll, ma is őrizve 18. századi kinézetét. Ismertebb épületei:
- 5. Itt született és nevelkedett Ion Țiriac teniszező, üzletember.[10]
- A 20. és 22. számú házak között indul a turistalátványosságnak számító Zsinór utca.
- 23. Daniel Ridely-ház, itt született 1835-ben Friedrich Ridely.
- 34. Ikonos ház, az utca legrégebbről, 1713-ból fennmaradt épülete.[11] A dombormű Jézus megkeresztelését ábrázolja.

## Műemlékek
Az utcából 8 épület szerepel a romániai műemlékek jegyzékében, ezek közül 2 országos jelentőségű műemlék.
| \| Házszám \| Kép \| Megnevezés \| Építés dátuma \| Műemlék kódja \| \| ------- \| --- \| ----------------- \| ------------- \| --------------- \| \| 14 \| \| Lakóház \| 1786 \| BV-II-m-B-11361 \| \| 18 \| \| Lakóház \| 18. század \| BV-II-m-B-11362 \| \| 20 \| \| Lakóház \| 18. század \| BV-II-m-B-11363 \| \| 22 \| \| Lakóház \| 16–19. század \| BV-II-m-B-11364 \| \| 23 \| \| Daniel Ridely-ház \| 18. század \| BV-II-m-B-11365 \| \| 24 \| \| Lakóház \| 1771 \| BV-II-m-A-11366 \| \| 30 \| \| Lakóház \| 1800 körül \| BV-II-m-B-11367 \| \| 34 \| \| Ikonos ház \| 1713 \| BV-II-m-A-11368 \| |     |                   |               |                 |
| Házszám | Kép | Megnevezés        | Építés dátuma | Műemlék kódja   |
| 14 |     | Lakóház           | 1786          | BV-II-m-B-11361 |
| 18 |     | Lakóház           | 18. század    | BV-II-m-B-11362 |
| 20 |     | Lakóház           | 18. század    | BV-II-m-B-11363 |
| 22 |     | Lakóház           | 16–19. század | BV-II-m-B-11364 |
| 23 |     | Daniel Ridely-ház | 18. század    | BV-II-m-B-11365 |
| 24 |     | Lakóház           | 1771          | BV-II-m-A-11366 |
| 30 |     | Lakóház           | 1800 körül    | BV-II-m-B-11367 |
| 34 |     | Ikonos ház        | 1713          | BV-II-m-A-11368 |